# لیگ شبیه‌سازی ربوکاپ

## شبیه‌سازی دوبعدی فوتبال
این رشته از گرایش‌های شاخه روبوکاپ می‌باشد.در این رشته دو تیم با هم به مسابقه می پردازند و در واقع فوتبال را در دنیای مجازی و با استفاده از توابع ریاضی و برنامه‌نویسی بر اساس ادراکات بازیکنان از محیط اطراف تصمیماتی را اتخاذ می‌کنند.توابع و کلاس‌های تعبیه شده امکان درک بازیکن از محیط را میسر می سازد.
برای این شبیه‌سازی به سرور، مانیتور و بیس نیازمندیم.

## سرور
این نرم افزار که اصطلاحاً به آن server میگویند ، برنامه ای است که زمین فوتبال و تمام عوامل دخیل در یک مسابقه ی فوتبال واقعی ( همچون وزن توپ ، وزن بازیکنان ، سرعت بازیکنان ، مختصات اشیا در زمین مسابقه ، تعداد گل ها ، جهت وزش باد و ... ) را شبیه سازی می کند.
اگر از نگاه شی گرایی به این نرم افزار نگاه کنیم ، مشخصاتی همچون وزش باد ، وزن توپ و ... جزو صفات زمین فوتبال و توابع یا متد هایی همچون محاسبه ی مختصات توپ در سیکل بعد ، محاسبه ی مختصات بازیکن در سیکل بعد و ... جزو رفتار های زمین فوتبال به حساب می آیند.
همانطور که گفته شد این برنامه تحت GFDL قرار دارد و یک نرم افزار متن باز است و همین امر باعث پیشرفت سریع سرور و انتشار نسخه های بی شماری از آن گشته است که البته در نسخه های جدیدتر سعی شده است این نرم افزارِ شبیه ساز بیشتر به واقعیت نزدیک شود. هم اکنون سرور 15.5 منتشر شده است که ویژگی کارت زرد و قرمز نیز به آن اضافه گشته است.
هر تیم باید 12 برنامه ی خود را ( که 11 تای آنها برای بازیکنان است و یکی برای مربی تیم ) به کمک پُرت 6000 به سرور متصل کند( در واقع 12 برنامه ی ما همان سرویس گیرنده ها هستند و نرم افزار شبیه ساز همان سرویس دهنده ). این ارتباط به کمک پروتکل UDP/IP برقرار میگردد ؛ در نتیجه برنامه ی تیم ها می توانند به هر زبانی که پروتکل فوق را می شناسند ، نوشته شوند.

## مانیتور
مانیتور محیطی است که بازیکنان در آن به رقابت می پردازند در واقع مانیتور همان زمین بازی است.

## بیس
بیس مجموعه‌ای از کلاس‌ها و توابع است که تصمیم‌گیری و ادراک بازیکن از محیط را فراهم میکند.

## نگارخانه

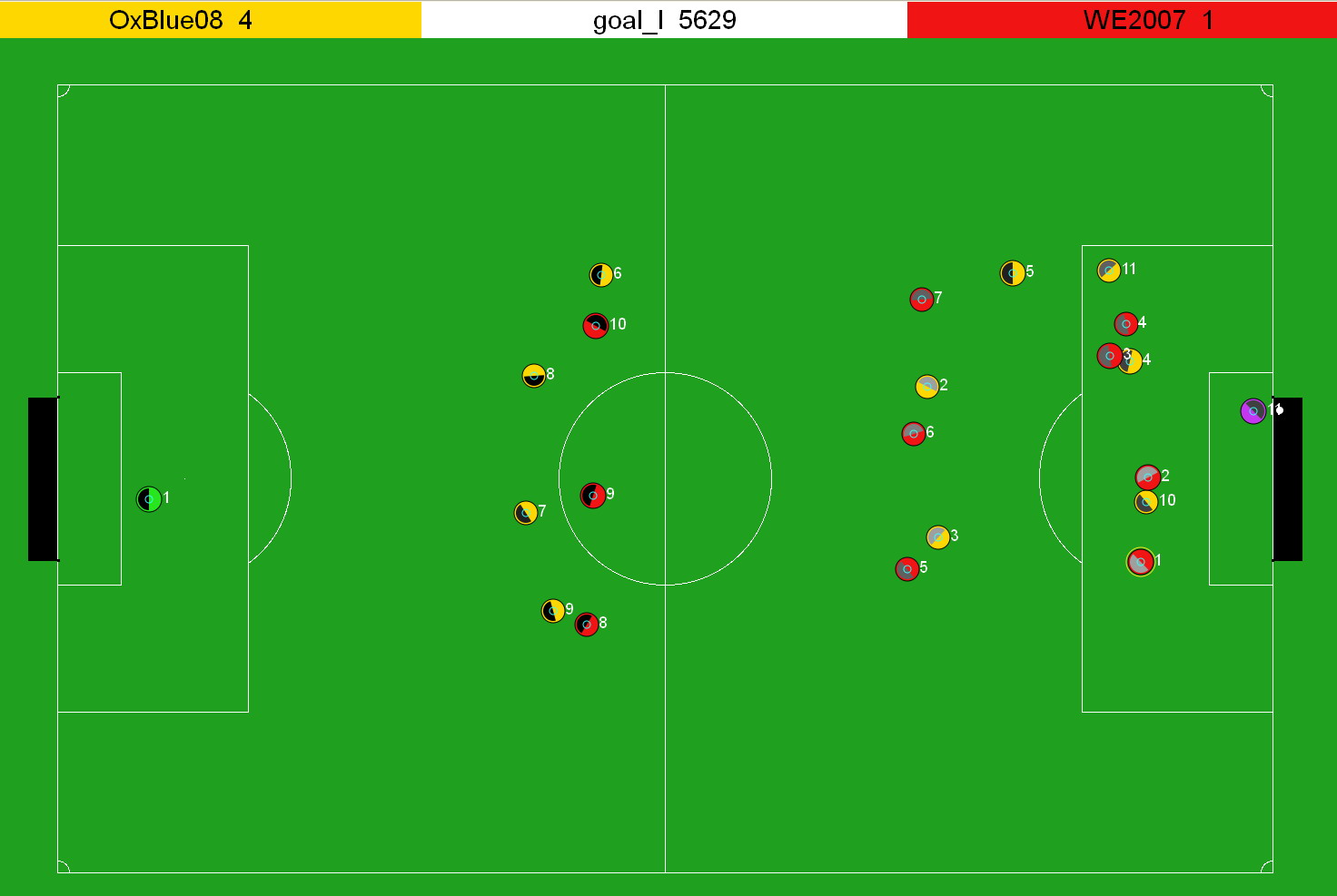
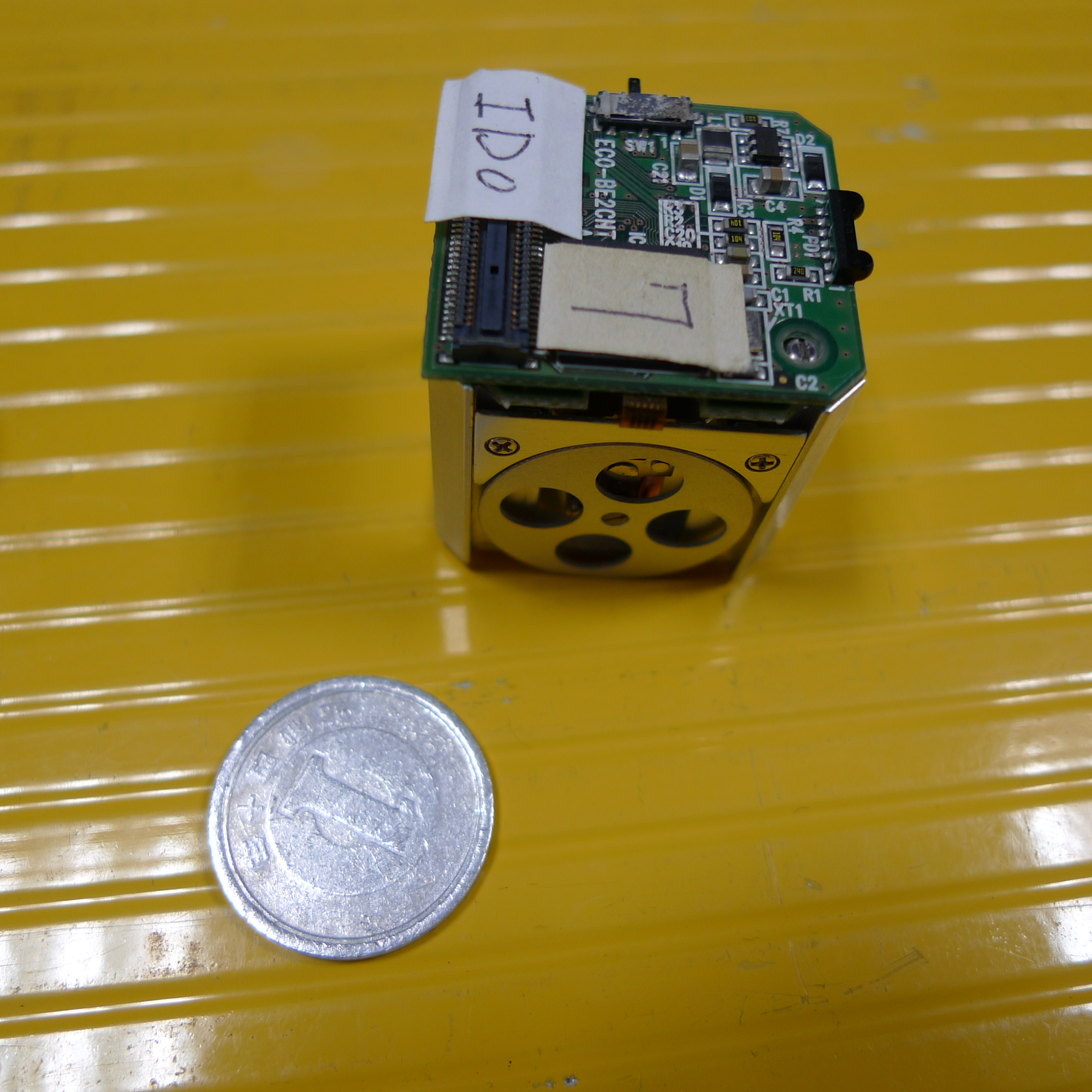

## لینک‌های خارجی
تهران روبوکاپ
نمونه ی ساختار یک تی شبیه‌سازی فوتبال دو بعدی